# معركة عمان الثانية (1918)
معركة عمان الثانية هي معركة وقعت في 25 سبتمبر 1918 خلال الهجوم الثالث على شرق الأردن واعتبِرت جزءًا من معركة نابلس التي شكلت مع معركة شارون الرئيسية مجموعة من الهجمات المعروفة باسم معركة مجدو من حملة سيناء وفلسطين في الحرب العالمية الأولى. بعد قطع الطريق من نابلس إلى سلط في 22 أيلول، استولت قوة تشايتور على الجسر فوق نهر الأردن في معركة جسر الدامية بينما كانت وحدات الجيش السابع وبقايا الجيش الثامن ما تزال تتراجع باتجاه الجسر من تلال يهودا. بعد أن قطعت خط التراجع هذا، اتجهت قوة تشايتور شرقًا لمهاجمة السلط والاستيلاء عليها، قبل أن تنطلق للهجوم ولأسر الحرس الخلفي للجيش الرابع العثماني الذي يدافع عن عمان. جاءت انتصارات الإمبراطورية البريطانية في هجوم شرق الأردن الثالث على قوات مجموعة جيش يلدريم، بعد هجومين فاشلين لقوة التجريدة المصرية عبر نهر الأردن في مارس وأبريل 1918.
بدأت قوة التجريدة المصرية، بقيادة الجنرال إدموند ألنبي، معركة شارون في الصباح الباكر على ساحل البحر الأبيض المتوسط بهجمات شنها الفيلق الحادي والعشرون على الجيش العثماني الثامن أعقبها اختراق من قبل فيلق الصحراء. في هذه الأثناء، بدأت معركة نابلس على يمينهم بهجوم شنه الفيلق العشرون في تلال يهودا ضد فيلق آسيا وأقسام من الجيش السابع المدافعين عن نابلس، بعد ظهر يوم 19 سبتمبر عندما اتضح أن معركة شارون كانت ناجحة، وبينما كانت قوة تشايتور تسيطر على الجناح الأيمن المتطرف في وادي الأردن ضد الجيش العثماني الرابع، بدأت هجماتها شمالًا في وادي الأردن للاستيلاء على جسر الدامية.
بعد مغادرة المفرزة للسيطرة على جسر الدامية ومعبرين أخرين ضد أي أرتال متراجعة أخرى، تقدمت قوة تشايتور شرقًا للهجوم والاستيلاء على الحاميات في شونة نمرين والسلط. مع تراجع الجيش الرابع، واصلوا طريقهم إلى عمان، حيث هاجموا وأسروا حرسًا عثمانيًا قويًا من الخطوط الخلفية من الفيلق الثامن التابع للجيش الرابع، والذي خاض عملية حازمة. بعد ذلك، قبلت قوة تشايتور تسليم القوة الجنوبية التابعة للفيلق الثاني في الجيش الرابع في زيزا، والتي كانت حامية لسكة حديد الحجاز جنوب عمان لإنهاء العمليات العسكرية في المنطقة بشكل فعال. أدت انتصارات قوة التجريدة المصرية هذه معًا خلال معركة مجدو إلى الاستيلاء على ما يعادل جيشًا عثمانيًا واحدًا والعديد من الأميال من الأراضي، وأجبرت بقايا جيشين على التراجع في حالة من الفوضى.

## الخلفية
بدأ الخط الأمامي الذي سيطرت عليه قوة التجريدة المصرية بقيادة الجنرال إدموند ألنبي قبل معركة مجدو في 19 سبتمبر عند نقطة على ساحل البحر الأبيض المتوسط على بعد نحو اثني عشر ميلًا (19 كم) شمال يافا، إلى الشمال من أرسوف، وداروا نحو خمسة عشر ميلًا (24 كم) إلى الجنوب الشرقي عبر سهل شارون، ثم شرقًا فوق تلال يهودا لمسافة خمسة عشر ميلًا (24 كم) أخرى، ثم استمروا لمسافة ثمانية عشر ميلًا (29 كم) إلى البحر الميت. من ساحل البحر الأبيض المتوسط، ارتفع خط المواجهة من مستوى سطح البحر إلى ارتفاع يتراوح بين 1500 إلى 2000 قدم (460-610 متر) في تلال يهودا قبل أن ينخفض إلى 1000 قدم (300 م) تحت مستوى سطح البحر في غور الأردن. سيطرت قوة تشايتور على الجانب الأيمن من تقاطعها مع فيلق العشرين في جبال يهودا على بعد ثمانية أميال (13 كم) شمال غرب أريحا، عبر غور الأردن، ثم جنوبًا عبر جسر الغورانية والعوجا إلى البحر الميت. أغفلت المدافع العثمانية بعيدة المدى هذه المنطقة التي كانت تحميها قوة تشايتور.

### عمان
أطلق عليها أيضًا اسم ربّة عمون إلى جانب مملكة عمون وفيلادلفيا أيضًا عندما كانت إحدى مدن ديكابوليس العشر خلال الحكم الروماني، وتقع عمان، مع أطلالها الرومانية الجميلة بما في ذلك المدرج، «مخبأة في التلال». كانت القلعة على تلة وغطت المداخل الشمالية والغربية للمدينة بينما كان الشرق هو سكة حديد الحجاز والقرص الدوار ومحطة السكك الحديدية على بعد ميلين (3.2 كم) من المدينة على طول وادي عمان. إلى الجنوب من المحطة كان هناك جسر من عشرة أقواس ونفق للسكك الحديدية بطول 462 قدمًا (141 م). 
وجاءت جميع الإمدادات والتعزيزات لقوة الجيش الرابع العثماني التي واجهت قوة التجريدة المصرية التي احتلت وادي الأردن عبر عمان. كانت سكة حديد الحجاز خط التراجع الرئيسي للجيش الرابع، ولحاميات عمان، ومعان، وحامية سكة حديد الحجاز الجنوبية.

## تمهيد
أثناء الهجمات الأولية للفيلق الحادي والعشرين، والاختراق من قبل فيلق الصحراء، والهجوم اللاحق للفيلق العشرين، كان من الضروري نشر قوة قوية كافية للدفاع عن جناحهم الأيمن في غور الأردن ضد أي هجوم من قبل الجيش الرابع، الذي غطى منطقة قوة التجريدة المصرية التي احتلت غور الأردن بمدافع بعيدة المدى تقع في التلال الشرقية. 

### الجيش العثماني الرابع
قاد اللواء محمد جمال باشا الجيش الرابع المكون من 6000 من المشاة و2000 من سلاح الفرسان مدعومين بأربعة وسبعين قطعة مدفعية. كان مقر الجيش في عمان، وكان ينظم الخط عبر غور الأردن وجنوبًا على طول سكة حديد الحجاز. تألف الجيش الرابع من فرقة المشاة الثامنة والأربعين في الفيلق الثامن، والفرقة المركبة من كتيبة ألمانية، ولواء فرسان القوقاز، ومجموعة سيرستال بحجم الفرقة، وفرقة المشاة 24 و62، وفوج مشاة الخيالة. تكونت فرقة الفرسان الثالثة، الفوج 146 الألماني من الفوج 63، من قوات الجيش. حرس 6000 جندي عثماني مع 30 بندقية في الفيلق الثاني، المعروفين باسم مجموعة سيريا أو مجموعة الأردن، خط سكة حديد الحجاز من معان جنوبًا باتجاه مكة.

### قوة تشايتور
كانت هذه القوة المركبة بقيادة اللواء إدوارد تشايتور «تعادل تقريبًا فرقتين»، كونها فرقة مشاة معززة مكونة من 11,000 رجل.
تألفت قوة تشايتور من قسم الخيالة الأسترالي والنيوزيلندي:
- اللواء الأول للخيول الخفيفة بقيادة العميد سي. إف. كوكس.
- اللواء الثاني للخيول الخفيفة بقيادة العميد جي. دي إل. رايري.
- لواء بنادق نيوزيلندا الخيالة بقيادة العميد دبليو. ميلدرم.
- اللواء الهندي العشرون بقيادة العميد إي. آر. بي. موراي
  - فرقة مشاة ماهراتا الخفيفة رقم 110.
  - مشاة ألوار للخدمة الامبراطورية.
  - فرقة مشاة باتيالا الإمبراطورية.
  - مشاة غواليور الإمبراطورية.

الكتيبتان الأولى والثانية، كتيبة جزر الهند الغربية البريطانية، الكتيبتان 38 و39، الكتيبتان الملكيتان، سرب الرشاش الثامن والستون والسادس والعشرون، والمدفعية.
كان قوام قوة تشايتور في نهاية العمليات في 30 سبتمبر «8000 بريطاني، و3000 هندي، و500 من فيلق نقل الجمال المصري».

#### عمليات الانتشار في غور الأردن
تولى تشايتور قيادة حامية غور الأردن في 5 سبتمبر 1918. واحتفظ بالقطاع الأيمن لواء الخيول الخفيف الثاني واللواء الهندي العشرين في حين احتفظ بالقطاع الأيسر لواء بنادق الخيالة النيوزيلندية، والكتيبة 38 من فوج فيوسليرز الملكي، والكتيبتين الأولى والثانية من كتيبة جزر الهند الغربية البريطانية مدعومة ببطارية مدفعية ميدانية وبطارية جبلية هندية. شكلت فرقة فيوسليرز الملكية التاسعة والثلاثون احتياطي القطاع، بينما كان اللواء الأول للخيول الخفيفة في احتياطي القوة.

## أقرأ ايضاً
- معركة عمان (الأولى)